# سایئونجی کینمونه
سایئونجی کینمونه (به ژاپنی: 西園寺 公宗 さいおんじ きんむね)، اشراف درباری از اواخر دوره کاماکورا تا دوره نانبوکوچو (دوره بازسازی کنمو)، پسر وزیر کشور سایئونجی سانه هیرا، او دایناگون (مشاور امپراتور) بود. او در ۲۰ اوت سال ۱۳۳۵ میلادی به دلیل نقشه و توطئه برای ترور امپراتور گودایگو اعدام شد.

## طرح شورش باهوجو توکی‌یوکی
امپراتور گو-دایگو، که کاماکورا شوگون‌سالاری را سرنگون کرد، امپراتوری از جناح دایگاکوجی بود. سایئونجی کینمونه در خدمت امپراتور کوگون از جناح جیمیوئین بود که توسط شوگون‌سالاری کاماکورا حمایت می‌شد، بنابراین وقتی سیستم سیاسی حول امپراتور گو-دایگو متمرکز شد، فرصت‌های کمتری برای او وجود داشت تا نقش فعالی را ایفا کند. با این حال، او در عمارت وسیعی به نام کیتایاما دونو زندگی می‌کرد، بنابراین در فقر نبود. با این حال، کینمونه تمایل داشت در مورد وضعیت فعلی که نمی‌تواند در مرکز سیاست شرکت کند، کاری انجام دهد. در آن زمان، امپراتور گو-دایگو پسرش، شاهزاده امپراتوری شاهزاده موریناگا را زندانی کرد و فوجیفوسا مانوکوجی، که سخت برای دولت جدید کار کرده بود، ناپدید شد و باعث شد که دولت جدید بی‌ثبات شود. کینمونه با دیدن این فرصت به عنوان یک فرصت، تصمیم گرفت با هوجو توکی‌یوکی، که برادر بزرگترش نایب السلطنه شوگون‌سالاری کاماکورا بود، نقشه ترور امپراتور گودایگو را طراحی کند.
از آنجایی که خانواده سایئونجی در طول جنگ جوکیو با شوگون‌سالاری کاماکورا یک سو شدند، از آن زمان با خاندان هوجو روابط نزدیکی داشتند و پس از سقوط شوگون سالاری، هوجو توکی‌یوکی و را در عمارت خود پنهان کردند. کینمونه و هوجو توکی‌یوکی قصد داشتند که در تاریخ ۲۲ ژوئن در کیتایاما-دونو به مراسم برای شکار کرم شب‌تاب بپردازند تا به این بهانه امپراتور گو-دایگو را به آن دعوت کرده و ترور کنند.
تقریباً در همین زمان، در منطقه کانتو، هوجو توکی‌یوکی، نیروها را جمع‌آوری کرد و برای حمله به کاماکورا، جایی که آشیکاگا تادایوشی در آن قرار داشت، برنامه‌ریزی کرد. هدف از بین بردن بازسازی کنمو از کیوتو و کاماکورا بود.

## توطئه ترور امپراتور گو-دایگو با شکست مواجه می‌شود
نقشه ترور امپراتور گو-دایگو در ۲۲ ژوئن به‌طور پیوسته در حال پیشرفت بود.
با این حال، این طرح از قبل به امپراتور گودایگو درز کرده بود. چوناگون سایئونجی کینشیگه به او اطلاع داد. طرف امپراتور گو-دایگو بلافاصله تحقیق کرد که آیا اطلاعات مخفی صحت دارد یا خیر.
سپس متوجه شد که سامورایی‌های مشکوک اخیراً به کیتایاما دونو می‌آیند و می‌روند. همان‌طور که آنها تحقیق کردند، متوجه شدند که برادر کوچکتر هوجو تاکاتوکی، توکیوکی، در «کیتایاما-دونو» پنهان شده است.
روز شکار کرم شب‌تاب فرا رسید. در کیتایاما-دونو، مقدمات استقبال از امپراتور گو-دایگو در حال انجام است. سپس، ۲۰۰۰ سرباز ناگهان به کیتایاما-دونو حمله کردند.
این ارتش ناوا ناگاتوشی‏ و  یوکی چیکامیتسو هستند که در خدمت امپراتور گو-دایگو بودند. ارتش به سرعت وارد عمارت شد و سایئونجی کینمونه را دستگیر کرد. هوجو توکیوکی و توشیسو، برادر کوچکتر سایئونجی کینمونه، اولین کسانی بودند که متوجه این هیاهو شدند و بلافاصله فرار کردند و ناپدید شدند. سایئونجی کینمونه دستگیر شد و بعداً محکوم به تبعید به ولایت ایزومو شد.
با این حال، کینمونه قبل از تبعید به جزیره با گاز گرفتن زبانش خودکشی کرد. همچنین گفته می‌شود که او توسط یک سامورایی کشته شده است. مجموعه حوادثی که در آن سایئونجی کینمونه دستگیر شد به عنوان «حمله کیتایاما» شناخته می‌شود.

## شورش ناکاسندای
در ماه ژوئیه، حدود ۱۰ روز پس از حمله کیتایاما، توکیوکی هوجو شورشی را در منطقه کانتو آغاز کرد. ارتش توکیوکی به سرعت کاماکورا را که توسط تادایوشی آشیکاگا محافظت می‌شد، مورد حمله قرار داد و آن را اشغال کرد.
وقتی توکیوکی هوجو کاماکورا را اشغال کرد، خانواده هوجو یک بار دیگر تحت کنترل قرار گرفتند. در کیوتو، اشراف دربار مشغول تلاش برای پس گرفتن کاماکورا بودند. آشیکاگا تاکائوجی این را یک فرصت خوب دید. آشیکاگا تاکائوجی به بازگرداندن شوگون سالاری توسط خاندان گنجی امیدوار است و اگر از طرف دربار امپراتوری سی تایشوگون منصوب شود، قصد دارد شخصاً به کاماکورا رفته و ارتش هوجو را تحت سلطه خود درآورد. با این حال، دربار امپراتوری از نیت آشیکاگا تاکائوجی آگاه بود، بنابراین آنها او را به عنوان سی تایشوگون منصوب نکردند، بلکه یک ژنرال مشکوک را منصوب کردند و او را به کاماکورا فرستادند. هنگامی که تاکائوجی در ماه اوت به کاماکورا حمله کرد، ارتش هوجو در حدود ۱۰ روز نابود شد. در نهایت توکیوکی هوجو تنها توانست حدود ۲۰ روز در کاماکورا بماند. این شورش توسط توکیوکی هوجو شورش ناکاسندای نامیده می‌شود زیرا بین خانواده قبلی هوجو و خانواده بعدی آشیکاگا رخ داد.
در حال حاضر، معبد کینکاکو-جی در جایی قرار دارد که ساختمان کیتایاما-دونو متعلق به سایئونجی کینمونه در گذشته قرار داشت.